# سیارک ۲۳۰۰۸
سیارک ۲۳۰۰۸ (به انگلیسی: 23008 Rebeccajohns، نامگذاری:1999VA149) بیست و سه هزار و هشتمین سیارک کشف شده‌است که در ۱۴ نوامبر ۱۹۹۹ کشف شد.
قدر مطلق سیارک برابر ۱۴.۱ است.